# Фатезький повіт
Фатезький повіт — адміністративно-територіальна одиниця у складі Курського намісництва та Курської губернії Російської імперії, РСФРР та СРСР з повітовим центром у місті Фатежі.

## Географія
Розміщувався в північній частині Курської губернії, був найменшим повітом губернії — його площа становить 2 362,4 квадратних верст або 246 067 десятин. Рельєф височинний, річки течуть в глибоких долинах, найвищі точки: Молотичі (904 фути) та Нікольське (866 футів). Ґрунти належать до найродючіших у губернії, за складом — глибоко суглинисті чорноземи. По річці Усожа багато вапняків, за 5 верст від Фатежа є жорнове каміння. Повіт належав до степових безлісих територій — заліснення становило лише близько 6 % території. Всі річки повіту належать до пічкової системи Сейму (басейн Дніпра), найбільші з них Свапа (на півночі повіту) та її притока Усожа зрошують більшу частину повіту, на сході — річка Снова. Всі річки повіту несудноплавні, озер та великих боліт немає.
Площа території повіту, станом на 1897 рік, становила 2 371,4 квадратних верст.

## Населення
За довідником 1880 року, чисельність населення повіту в межах волосної території становила 110 692 особи (54 711 чоловіків та 55 981 жінка), за сімейними списками — 106 902 особи (52 699 чоловіків та 54 293 жінки), дворів — 16 255, населених пунктів — 334.
За довідником 1890 року, в повіті налічувалося 115 715 мешканців, з них 56 949 чоловіків та 58 766 жінок. Кількість поселень — 196, селянських дворів — 16 647, дворів неселянського типу — 414.
Відповідно до перепису населення Російської імперії 1897 року, чисельність населення становила 125 485 осіб, з них 60 777 чоловіків та 64 708 жінки. За іншими даними, чисельність населення у 1897 році становила 122 128 осіб, з них 59 615 чоловіків та 62 513 жінок, великороси та православні, розкольників до 14 %.

## Історія та адміністративний устрій
Повіт утворено 1779 року в складі новоутвореного Курського намісництва з території Курського повіту.
За довідником 1880-го року, до складу повіту входило 15 волостей: Бартеневська, Богоявленська, Великожирівська, Брусівська, Горяїнівська, Дмитріївська, Сдобниківська, Ігинська, Міленінська, Нижнє-Реутська, Понирівська, Рожественська, Сергіївська, Смородинська та Хмелівська.
За довідником 1890-го року, кількість волостей повіту становила 10: Велико-Жирівська, Горяїнівська, Дмитріївська, Сдобниківська (Здобниківська), Міленінська, Нижнє-Реутська, Понирівська, Сергіївська, Смородинська та Хмелівська.
Наприкінці 19 століття в повіті налічувалося 283 поселення, з них 194 селянських, значна частина багатолюдні. 3/4 селянського населення — колишні державні селяни, більшістю однодвірці з правами на спадщину, решта селян — колишні «вільні хлібороби» та поміщицькі селяни, багато з яких отримали «злидарський» наділ в подарунок. Виселення з повіту почалося у 1870-х роках, у 1899 році з повіту виселилося 348 осіб, з них до Томської губернії переїхало 299 осіб.
Станом на 1913 рік кількість волостей у складі повіту становила 10. На 1 січня 1924 року кількість волостей залишилася незмінною — 10.
Ліквідований відповідно до постанови ВЦВК від 12 червня 1924 року, територію включено до складу Курського повіту, центр повіту м. Фатеж віднесено до позаштатних міст.

## Господарство
За довідником 1880 року загальна кількість землі становила 296 443 десятини, з них 253 921 десятина — рілля.
Станом на 1883 рік із 237 499 десятин землі наділеної селянам було 166 301 десятина, прикупленої селянами 16 079 десятин, дворянам належало 45 541 десятина, іншим приватним власникам — 5 689 десятин, церкві — 2 150 десятин, м. Фатежу — 1 739 десятин. Землекористування спадкових дворян значно скоротилося у 1870-х роках — у 1868 році воно становило 72 тис. десятин, у 1897 році це було вже 42 305 десятин, з яких 21 519 десятин у 1901 році було під заставою в банках. Селяни ж, за допомогою банків, купили 1 626 десятин землі.
Землеробство було основним заняттям населення: під ріллею, городами, садами тощо зайнято 197 тис. десятин, що становило 80 % площі повіту. На селянських землях цей відсоток досягав 90 без врахування орендованих земель. В обробітку землі переважала трипільна сівозміна. Головними зерновими культурами були жито, овес, гречка, великі площі займали коноплі та картопля. Хліб збували у вигляді зерна залізницею через станцію Понирі, коноплі переробляли на місці і вивозили у вигляді олії та пряжі. Головним ринком для цих продуктів було м. Фатеж.
Станом на 1900 рік в повіті налічувалося 27 304 коней, великої рогатої худоби — 23 910, овець — 133 808, свиней — 17 134. В трьох поміщицьких маєтках були конезаводи, здавна існує бджолярство. Торгово-промислова діяльність була слабкорозвиненою: у 1899 році налічувалося 181 кустарне виробництво (ткацтво, лимарство, чоботарство). Фабрик та заводів — 391, з 758 робітниками: переважно млини, маслобійні, крупорушки. На стороні у 1899 році підробляли 8 335 осіб, переважно на рільничі роботи.
Східну частину повіту перетинала Московсько-Курська залізниця; протяжність у повіті 33 версти, велика станція — Понирі. Поштових відділень два, лікарень, крім земської у Фатежі, одна, при двох амбулаторіях були стаціонарні місця для хворих, лікарів 7, з них 3 — у Фатежі. Шкіл у 1899—1900 роках було: 64 земських з 68 викладачами, одна міністерська 2-класна, одна приватна, 6 безкоштовних народних читалень. Крім них, є ще декілька церковно-парафіяльних шкіл та шкіл грамоти. Відсоток грамотного населення в повіті становив 35.